# Jelenec (Wysoki Jesionik)
Jelenec – szczyt o wysokości 1040 m n.p.m. (podawana jest też wysokość 1039,0 m n.p.m.  lub 1038 m n.p.m.), w paśmie górskim Wysokiego Jesionika (cz. Hrubý Jeseník), w północno-wschodnich Czechach, w Sudetach Wschodnich, na Morawach, w obrębie gminy Malá Morávka, oddalony o około 7,5 km na południe od szczytu góry Pradziad (cz. Praděd). Jest jednym z niższych tzw. tysięczników (szczytów o wysokości ponad 1000 m n.p.m.). Rozległość szczytu wraz ze stokami (powierzchnia stoków) szacowana jest na około 1,0 km², a średnie nachylenie wszystkich stoków wynosi około 8°.

## Charakterystyka
Jelenec z uwagi na nieprzekraczającą minimalną wysokość pomiędzy szczytem i najniższym punktem przełęczy (minimalna deniwelacja względna) w kierunku góry Jelenka (min. 5 m) nie jest przez niektórych autorów zaliczony jako odrębna góra. Traktowany raczej jako wydłużenie stoku góry Jelenka.

### Lokalizacja
Szczyt Jelenec położony jest w południowym rejonie całego pasma Wysokiego Jesionika, leżący w części Wysokiego Jesionika, w południowo-wschodnim obszarze (mikroregionu) o nazwie Masyw Pradziada (cz. Pradědská hornatina), na południowej, bocznej gałęzi (w ciągu szczytów: Jelenka → Jelenec → Soukenná → Pod doly → Štěrkovec → Štěrkovec–J → Hříbovec), jego grzbietu głównego (grzebieniu), ciągnącego się od przełęczy Červenohorské sedlo do przełęczy Skřítek. Z uwagi na swoje położenie, wysokość, a także niewielką wybitność jest praktycznie nierozpoznawalny i słabo widoczny nawet z jego najbliższej okolicy. Na niektórych mapach nie naniesiono jego nazwy i nie zaznaczono jego lokalizacji . Szczyt jest trudno bliżej zlokalizować przebywając bezpośrednio nawet w jego otoczeniu. Można go dostrzec m.in. z głównej ścieżki grzbietowej blisko szczytu Malý Máj–SZ, ale wtedy łatwo go pomylić z sąsiednim szczytem Soukenná. Z drogi okalającej połać szczytową góry Pradziad jest niewidoczny, bo przysłonięty przez górę Vysoká hole, a z innego charakterystycznego punktu widokowego – z drogi okalającej szczyt góry Dlouhé stráně jest również niewidoczny, bo przysłonięty górą Jelení hřbet. W rozpoznaniu najlepiej posiłkować się dostępnymi szczegółowymi mapami ułatwiającymi jego bliższą lokalizację.
Szczyt wraz ze stokami ograniczają: od zachodu mało wybitna przełęcz o wysokości 1038 m n.p.m. w kierunku szczytu Jelenka, od północy dolina potoku o nazwie Kotelný potok, od wschodu przełęcz Mravencovka w kierunku szczytu Klobouk oraz od południowego wschodu przełęcz o wysokości 1021 m n.p.m. w kierunku szczytu Soukenná. W otoczeniu szczytu Jelenec znajdują się następujące szczyty: od północnego wschodu Malý Máj–SZ, Smolný vrch i Klobouk, od wschodu V javořinách, od południowego wschodu Liščí díry, Novoveský vrch, Pod doly–SV i Soukenná, od południowego zachodu Ostružná i Ostružná–S, od zachodu Ztracené kameny, od północnego zachodu Pec, Pecný, Jelenka, Jelení hřbet i Velký Máj oraz od północy Kamzičník i Vysoká hole–JZ.      

### Szczyt
Na szczyt nie prowadzi żaden znakowany szlak turystyczny. Przez połać szczytową przebiega nieoznakowana główna ścieżka grzbietowa od zielonego szlaku turystycznego  i skrzyżowania turystycznego Alfrédka oraz dalej do szczytu Soukenná, a następnie do niebieskiego szlaku rowerowego . Szczyt położony jest wśród gęstego zalesienia boru świerkowego oraz pokryty trawą wysokogórską. Z uwagi na zalesienie nie jest on punktem widokowym. Na połaci szczytowej nie ma punktu geodezyjnego . Państwowy urząd geodezyjny o nazwie (cz. Český úřad zeměměřický a katastrální (CÚZK)) w Pradze podaje jako najwyższy punkt – szczyt – o wysokości 1039,6 m n.p.m. i współrzędnych geograficznych (50°00′55,9″N 17°14′09,5″E/50,015528 17,235972), oddalony o około 9 m na północny wschód od ścieżki głównej.
Dojście do szczytu następuje ze skrzyżowania turystycznego o nazwie Mravencovka, przez który przechodzi zielony szlak turystyczny  w kierunku skrzyżowania turystycznego o nazwie Alfredká. Należy z niego przejść tym szlakiem odcinek o długości około 1,9 km, a następnie należy skręcić w lewo na nieoznakowaną ścieżkę, którą należy przejść odcinek o długości około 710 m dochodząc orientacyjnie w ten sposób do połaci szczytowej. W dojściu do szczytu najlepiej posiłkować się szczegółowymi mapami ułatwiającymi orientację w terenie.

### Stoki
W obrębie szczytu można wyróżnić cztery następujące zasadnicze stoki:
- południowy
- południowo-wschodni
- wschodni
- północny

Występują tu wszystkie typy zalesienia: bór świerkowy, las mieszany oraz las liściasty, przy czym dominuje zalesienie gęstym borem świerkowym. Na wszystkich stokach poza borem świerkowym występują na stokach południowym i północnym wraz z obniżaniem wysokości obszary lasu mieszanego, a na stoku północnym nawet niewielkie połacie lasu liściastego. Niemalże wszystkie stoki charakteryzują się znaczną zmiennością wysokości zalesienia, z występującymi przerzedzeniami, przecinkami oraz polanami. Na stokach brak jest grup skalnych czy też większych pojedynczych skalisk.
Stoki mają stosunkowo jednolite, łagodne i zróżnicowane nachylenia. Średnie nachylenie stoków waha się bowiem od 2° (stok południowo-wschodni) do 12° (stok północny). Średnie nachylenie wszystkich stoków góry (średnia ważona nachyleń stoków) wynosi około 8°. Maksymalne średnie nachylenie stoku północnego, na wysokościach około 980 m n.p.m., na odcinku 50 m nie przekracza 20°. Stoki pokryte są siecią dróg (m.in. Mravenčí cesta) oraz na ogół nieoznakowanych ścieżek i duktów . Przemierzając je zaleca się korzystanie ze szczegółowych map, z uwagi na zawiłości ich przebiegu, zalesienie oraz zorientowanie w terenie.

### Geologia
Pod względem geologicznym Jelenec ze stokami należy do jednostki określanej jako warstwy vrbneńskie i zbudowany jest ze skał metamorficznych, głównie: fyllitów (biotytów, chlorytów, muskowitów, kalcytów), łupków łyszczykowych (również w połączeniu z grafitem) i łupków zieleńcowych, skał osadowych: głównie  kwarcytów i meta-zlepieńców oraz skał magmowych, głównie meta-diabazów.

### Wody
Grzbiet główny (grzebień) góry Pradziad, biegnący od przełęczy Skřítek do przełęczy Červenohorské sedlo oraz dalej do przełęczy Ramzovskiej (cz. Ramzovské sedlo) jest częścią granicy Wielkiego Europejskiego Działu Wodnego, dzielącej zlewiska Morza Bałtyckiego i Morza Czarnego . 
Szczyt wraz ze stokami położony jest na południowy wschód od tej granicy, należy więc do zlewni Morza Bałtyckiego, do którego płyną wody m.in. z dorzecza rzeki Odry, będącej przedłużeniem płynących z tej części Wysokiego Jesionika górskich potoków (m.in. płynących w pobliżu potoków o nazwie Kotelný potok czy Stříbrný potok). Ze stoków nie płyną żadne potoki, będące dopływami wspomnianych wcześniej potoków Kotelný potok i Stříbrný potok. Z uwagi na stosunkowo łagodne nachylenia stoków, w ich obrębie nie występują m.in. wodospady czy kaskady.  

## Ochrona przyrody
Szczyt ze stokami znajduje się w obrębie wydzielonego obszaru objętego ochroną o nazwie Obszar Chronionego Krajobrazu Jesioniki (cz. Chráněná krajinná oblast (CHKO) Jeseníky), a utworzonego w celu ochrony utworów skalnych, ziemnych i roślinnych oraz rzadkich gatunków zwierząt. Na stokach nie utworzono żadnych rezerwatów przyrody lub innych obiektów nazwanych pomnikami przyrody. Ponadto na obszarze góry nie wytyczono żadnych ścieżek dydaktycznych.

## Turystyka
W obrębie szczytu i stoków nie ma żadnego schroniska lub hotelu górskiego. Do miejscowości Malá Morávka z bazą turystyczną hoteli i pensjonatów jest od szczytu około 5,6 km w kierunku wschodnim, do miejscowości Stará Ves z bazą pensjonatów jest od szczytu około 4,8 km w kierunku południowym, a do miejscowości Dolní Moravice z bazą pensjonatów jest od szczytu około 6,7 km w kierunku południowo-wschodnim. Ponadto w odległości około 1,6 km na północny zachód od szczytu, blisko skrzyżowania turystycznego Alfrédka z podaną na tablicy informacyjnej wysokością 1081 m, nieopodal którego postawiono wiatę turystyczną i ławy, położona jest Chata Evženka, ale ma ona małe znaczenie turystyczne oraz dom z bufetem Stánek U Alfrédky. 
Kluczowym punktem turystycznym jest skrzyżowanie turystyczne położone w odległości około 1,1 km na wschód od szczytu na przełęczy Mravencovka, o nazwie (cz. Mravencovka) z podaną na tablicy informacyjnej wysokością 893 m, przy którym postawiono wiatę turystyczną oraz przez które przechodzą szlaki turystyczne, szlak rowerowy i trasy narciarstwa biegowego. 

### Szlaki turystyczne i rowerowe oraz trasy narciarskie
Klub Czeskich Turystów (cz. Klub Českých Turistů) wytyczył w obrębie stoków jeden szlak turystyczny na trasie:
 Malá Morávka – Karlov pod Pradědem – góra Klobouk – przełęcz Mravencovka – Jelenec – góra Jelenka – przełęcz Mravenčí sedlo – góra Ostružná – Kamenec (2) – Žďárský Potok – góra Výhledy – góra Kamenná hora – Bedřichov
Przez stoki wyznaczono jeden szlak rowerowy na trasie:
 Malá Morávka – Karlov pod Pradědem – dolina potoku Kotelný potok – góra Smolný vrch – Jelenec – przełęcz Mravencovka – góra Soukenná – Pod doly–SV – dolina potoku Stříbrný potok – Stará Ves – Rýmařov
Na stokach nie poprowadzono żadnej trasy narciarstwa zjazdowego. W okresach ośnieżenia można skorzystać z wytyczonych wzdłuż szlaku turystycznego, szlaku rowerowego i drogi Mravenčí cesta tras narciarstwa biegowego. 
 Nad Karlovem – góra Klobouk – przełęcz Mravencovka – Jelenec – góra Jelenka – Alfrédka – góra Břidličná hora – góra Pecný – Zelené kameny – Skřitek